# Heisteria maguirei
Heisteria maguirei là một loài thực vật thuộc họ Olacaceae. Loài này có ở Brasil, Guyana, và Venezuela.